# George W. Cheyney
George W. Cheyney (* 1. September 1854 in Philadelphia, Pennsylvania; † 14. August 1903) war ein US-amerikanischer Politiker (Republikanische Partei).

## Werdegang
George W. Cheyney wurde 1854 in Philadelphia geboren und wuchs dort auf. Er besuchte die lokalen Schulen. Seine Jugend war vom Bürgerkrieg überschattet. 1871 zog er nach New York City, wo er für einen Optiker arbeitete. Danach kehrte er nach Philadelphia zurück. In der Folgezeit lebte er eine Zeit lang in Atchison (Kansas) und Leadville (Colorado). Danach kehrte er wieder nach Philadelphia zurück. 1881 zog er in das Arizona-Territorium und ließ sich dort in Tombstone nieder. Cheyney arbeitete in der Bergbauindustrie. In diesem Zusammenhang wurde er Superintendent der Tombstone Mill and Mining Company.
Neben seiner Tätigkeit in der Bergbauindustrie betätigte er sich auch politisch. Cheyney trat in die Republikanische Partei ein. In der Folgezeit saß er sowohl im Territory Committee als auch im Committee des Cochise Countys. 1890 nahm er als Delegierter an der Verfassunggebenden Versammlung des Arizona-Territoriums teil. Cheyney war der republikanische Kandidat für den Delegiertenposten im US-Kongress, wurde aber von seinem demokratischen Herausforderer Marcus A. Smith besiegt. Am 8. April 1889 wurde er von dem republikanischen Gouverneur des Arizona-Territoriums Lewis Wolfley zum Superintendent of Public Instruction des Arizona-Territoriums ernannt. Zum Zeitpunkt seiner Ernennung vertrat Cheyney das Cochise County im Territorial Council. Wegen der Feindseligkeiten zwischen der demokratischen Legislative und dem republikanischen Gouverneur Wolfley wurde sein Jahresgehalt von 2.000 auf 750 Dollar reduziert. Cheyney führte seine Amtsgeschäfte von Tombstone aus. Er bekleidete den Posten bis 1893.
Nach seinem Tode im Jahr 1903 wurde er auf dem Cheyney Family Burying Ground in Philadelphia beigesetzt.